# Cadeguala (insecto)
Cadeguala es un género de himenópteros de la familia Colletidae.

## Especies
El género Cadeguala contiene dos especies:
- Cadeguala albopilosa Spinola, 1851
- Cadeguala occidentalis Haliday, 1836